# Vittorino iunior
Vittorino iunior (latino: Victorinus iunior; ... – Colonia Agrippina, 271) è riportato nella lista dei Trenta Tiranni della Historia Augusta come un imperatore dell'impero delle Gallie, usurpatore contro l'imperatore romano Aureliano, ma la sua figura non è altrove attestata.
Secondo la "lista dei trenta tiranni" inclusa nella Historia Augusta, Vittorino "senior", usurpatore nelle Gallie ebbe un figlio, anch'egli chiamato Vittorino, che fu elevato al rango di cesare dalla nonna Vittoria, appena prima che il padre fosse ucciso a Colonia Agrippina in una ribellione in cui anche Vittorino iunior perse la vita.